# Buckingham
För andra betydelser, se Buckingham (olika betydelser).
Buckingham är en stad och civil parish i grevskapet Buckinghamshire i England. Staden ligger i kommunen Buckinghamshire, cirka 33 kilometer nordost om Oxford och cirka 80 kilometer nordväst om centrala London. Tätorten (built-up area) hade 12 890 invånare vid folkräkningen år 2011.
Buckingham grundades på 600-talet av saxare vid floden Great Ouse. Buckingham utsågs till Buckinghamshires huvudort av Alfred den store 888, men fick lämna över denna roll till Aylesbury under 1500-talet. Staden fick status som borough av Maria I 1554.
I staden finns det privata University of Buckingham.